# آدم ويليامسون
آدم ويليامسون (بالإنجليزية: Adam Williamson)‏ (4 أغسطس 1984 في الولايات المتحدة - ) هو لاعب كرة قدم أمريكي في مركز الوسط. لعب مع نيو إنجلاند ريفولوشن وWilmington Hammerheads FC ‏.